# Katy Gyllström
Katy Helena Gyllström, född 16 december 1933 i Helsingfors, är en finländsk konstnär. 
Vid sidan av sina juridiska studier (juris kandidat och vicehäradshövding) bedrev Gyllström konststudier vid Fria konstskolan 1955–1957 och utomlands i Paris 1957 och 1964, och ställde ut första gången 1960. Hon är känd för sina finstämda oljemålningar och arbeten i pastell, ofta stilleben och närbilder av vardagliga föremål, interiörer och stadsmotiv. Hon har även målat beställningsporträtt. Hon har verkat som filmrecensent 1966–1981 och som lärare i måleri och teckning bland annat vid Helsingfors arbetarinstitut 1976–1999.